# Testament de joventut
Testament de joventut és el primer lliurament de les memòries de Vera Brittain i abasta des de 1900 fins a 1925. Es publicà al 1933. Les memòries de Brittain continuen amb Testament d'experiència, del 1957, que abasta els anys 1925–1950. Entre aquests dos llibres ve Testament d'amistat (publicat al 1940), el qual és essencialment una memòria de la col·lega i amiga propera de Brittain, Winifred Holtby. Un segment final del llibre de memòries, Testament de fe o Testament del temps, estava planejat per l'autora, però quedà inacabat a la seua mort.
Testament de joventut ha estat aclamat com un clàssic per la seua descripció de l'impacte de la Primera Guerra Mundial en la vida de les dones i la població civil de classe mitjana a Gran Bretanya. El llibre mostra com s'estengué aquest impacte en els anys de postguerra. També es considera un clàssic de la literatura feminista per la seua descripció de la lluita d'una dona pionera per forjar-se una carrera independent en una societat que només a contracor acceptava les dones amb educació superior.

## Narrativa
En el pròleg, Vera Brittain descriu com ella al començament tenia intenció d'escriure les seues experiències com una novel·la, però no era capaç d'aconseguir la distància objectiva necessària per al seu subjecte. Després intentà publicar el seu diari original dels anys de la guerra però emprant noms ficticis. Això també resultà inviable. Només llavors decidí escriure la seua pròpia història personal, posant les seues experiències personals en un context històric i social més ampli. Diversos crítics han notat el procés catàrtic amb què expressa el dolor per la pèrdua d'homes joves propers a ella – el seu germà Edward Brittain, el seu promés Roland Leighton, els seus amics Victor Richardson i Geoffrey Thurlow.
La narrativa comença amb els plans de Vera per entrar a la Universitat d'Oxford i el seu nuviatge amb Roland Leighton, un amic del seu germà Edward. Tots dos s'allisten i són inscrits com a oficials al començament de la Primera Guerra mundial, i tots dos hi són assassinats, igual que altres membres del seu cercle social.
El tema principal de l'obra és la faena de Vera com a infermera del Destacament d'Ajut Voluntari, assistint ferits a Londres, Malta, i a Etaples a França. També descriu com torna decebuda a Somerville, Oxford, després de la guerra, per acabar la llicenciatura. Abasta l'inici de la seua carrera periodística, escrivint per a Time and Tide i fent lectures per a la Lliga de Nacions. Visita les tombes del seu germà Edward a Itàlia i del seu promés Roland a França. Juntament amb Winifred Holtby visita els estats vençuts i ocupats d'Alemanya i Àustria el 1923.
Conclou quan coneix el seu marit George Catlin i el seu posterior matrimoni al 1925.
Els diaris en què en part s'inspira Crònica de joventut foren editats per Alan Bishop al 1981. El 1998, les cartes de guerra en què Vera també es basa per realitzar la seua autobiografia foren publicades en una edició d'Alan Bishop i Mark Bostridge. Es titulen Cartes d'una generació perduda i el seu llançament es rebé amb gran aclamació.

## Publicacions
- Primera publicació: Victor Gollancz (28 d'agost de 1933)
- Victor Gollancz, Londres (1940)
- Grey Arrow paperback, Arrow Books, Londres (1960)
- Wideview Books (1970) ISBN 0-86068-035-5
- Wideview Books (1978) ISBN 86-06-80355-3
- Fontana (1979) ISBN 0-00-635703-2
- Seaview Books. (1980) B010174; 661
- Penguin Group (Estats Units) (1980) ISBN 0-87223-672-2
- Putnam pub Group (1980) ISBN 0-87223-672-2
- Penguin Classics (2005) ISBN 0-14-303923-7
- Editor: Virago Press Ltd (2004) ISBN 0-86068-035-5
- Editor: Weidenfeld & Nicolson (2009) ISBN 978-0-297-85831-7

## Adaptacions
L'obra fou dramatitzada per Elaine Morgan com una sèrie de cinc parts que retransmeté la BBC2 el 1979. Aquesta versió compta amb Cheryl Campbell com a Vera Brittain, Peter Woodward com a Roland Leighton, Joanna McCallum com a Winifred Holtby i Emrys James i Jane Wenham com els pares de Vera.
El 1998, per commemorar el vuitanté aniversari de l'armistici, la BBC Radi 4 dramatitzà en quinze lliuraments les cartes en què Testament de joventut està en part inspirat. Es titulà Lletres d'una generació perduda; fou dramatitzat per Mark Bostridge i Amanda Root hi feia de Vera Brittain i Rupert Graves de Roland Leighton.
El 2009 s'anuncià que s'estava realitzant una pel·lícula sobre Testament de joventut per la BBC Films i Heyday Films, i que seria dirigida per James Kent. Aquesta iniciativa tenia el suport de la propietat de Vera Brittain, la seua filla Shirley Williams, i el seu biògraf Mark Bostridge, que hi assistia com a assessor. Es planejà que Saoirse Ronan interpretara a Brittain el 2012, però fou reemplaçada al desembre de 2013 quan s'anuncià que Alicia Vikander interpretaria Vera Brittain en la pel·lícula, i que s'estrenaria al 2014 com a part de les commemoracions de la Primera Guerra mundial. El 4 de febrer de 2014, Kit Harington s'uní al repartiment per interpretar el promés de Brittain, Roland Leighton.

## Crítica
Es publicà al 2014 una obra del biògraf de Brittain i editor Mark Bostridge, titulada Vera Brittain i la Primera Guerra mundial. La història del Testament de joventut. Posa l'accent en les primeres versions del llibre en l'ona de la nova adaptació cinematogràfica.

## Altres fonts
1. ↑  Mark Bostridge. «Vera’s Testament is young again» (en anglés).  The Daily Telegraph, 21-05-2012.
2. ↑  Mark Bostridge's introduction to the 2004 edition of "Testament of Youth" (Phoenix Press) Londres. ISBN 978-1-7802-2659-0 (en anglés)
3. ↑  Anita Singh. «Vera Brittain to be subject of film» (en anglès).  The Daily Telegraph, 13-02-2009.
4. ↑  Anita Singh. «Cannes 2012: BBC to dramatise life of WW1 writer Vera Brittain».  The Daily Telegraph, 20-05-2012.